# Burg Bömene
Die Bömeneburg ist eine abgegangene Höhenburg aus dem Frühmittelalter östlich der heutigen Stadt Northeim im Landkreis Northeim in Niedersachsen.
Die Burg lag auf einem Berg östlich des Höhenzugs Wieter und westlich von Hammenstedt über einer früheren Heerstraße, der heutigen B 241.
Die Burg war eine Stammburg der Grafschaft Northeim im Leinegau. Da sie ihrem Namen entsprechend aus Holz erbaut war, ist sie heute nicht mehr erhalten. Eine professionelle archäologische Analyse des Fundaments wurde noch nicht durchgeführt. Später benutzten sie häufig ihren Hof (curtis) bei dem St.-Blasien-Kloster (Northeim).
Benannt war sie nach den Bäumen des angrenzenden Waldes, der heute „Bürgerholz“ genannt wird.
Der Graf von Northeim, Siegfried III. von Boyneburg, benannte sich nach einer vom Namen her ähnlichen aber eine Tagesreise südlich gelegenen Burg.